# Śródmieście (Warszawa)

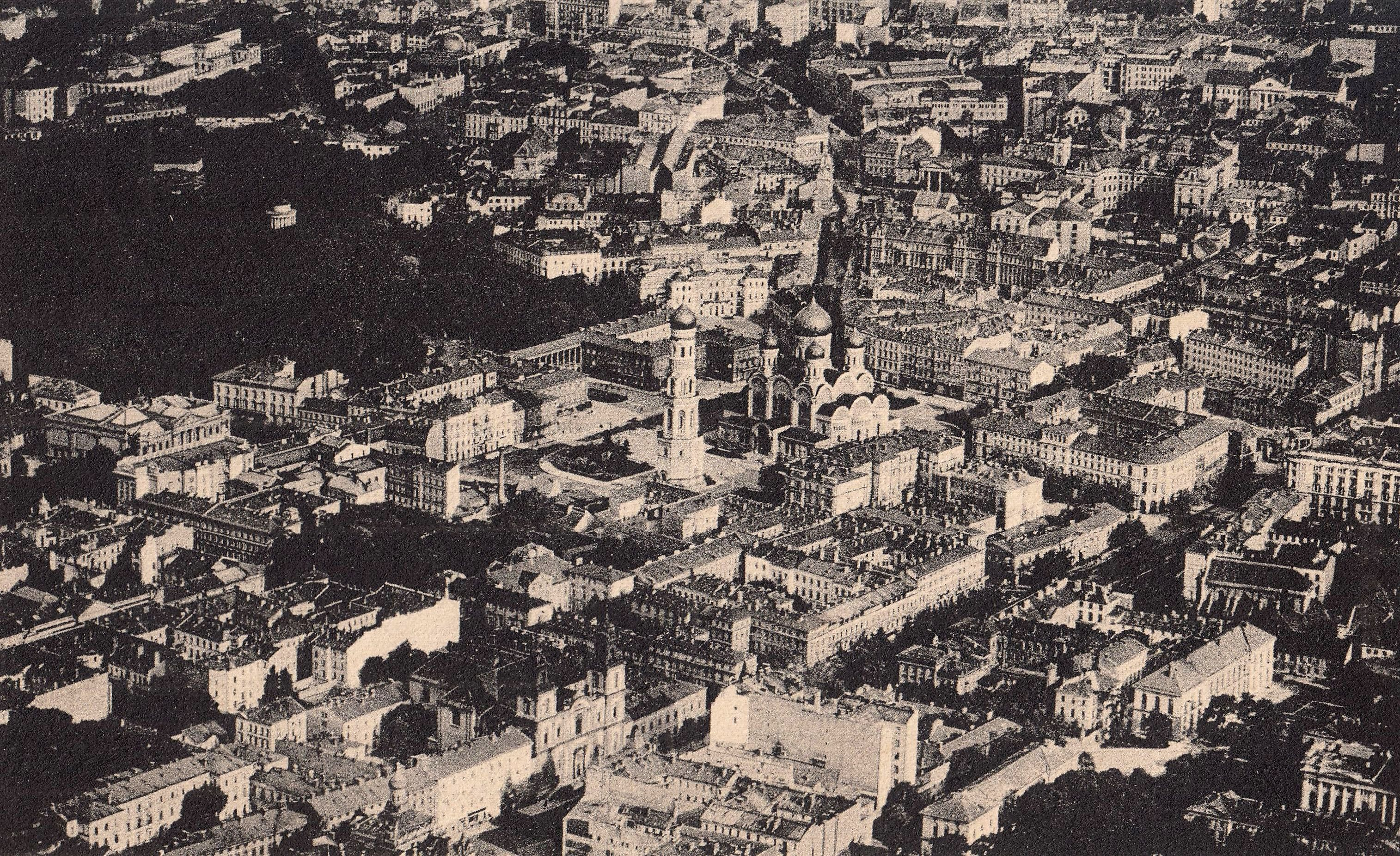
Śródmieście Warszawy na początku XX wieku, w centrum plac Saski z soborem św. Aleksandra Newskiego

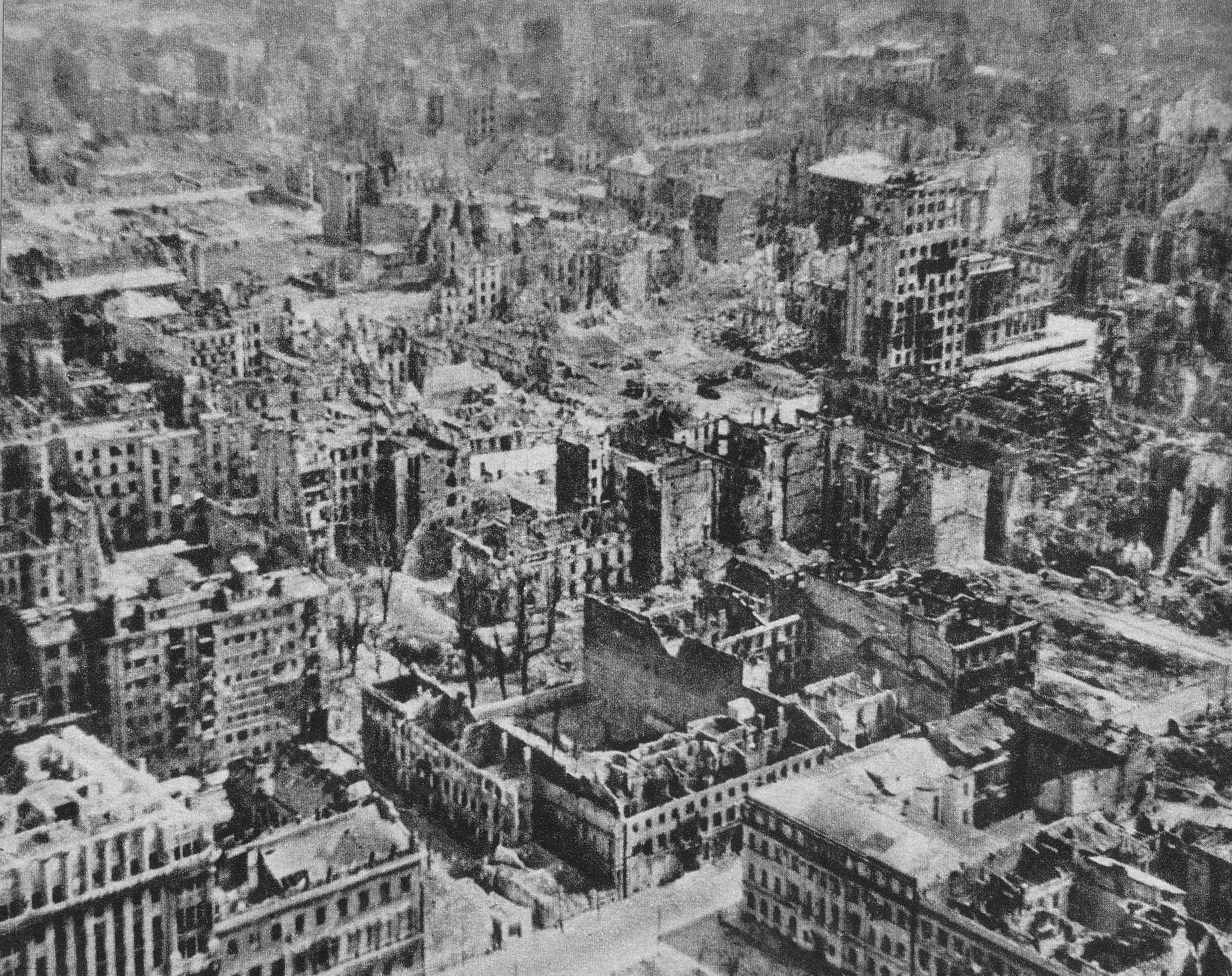
Śródmieście Warszawy w 1945 roku

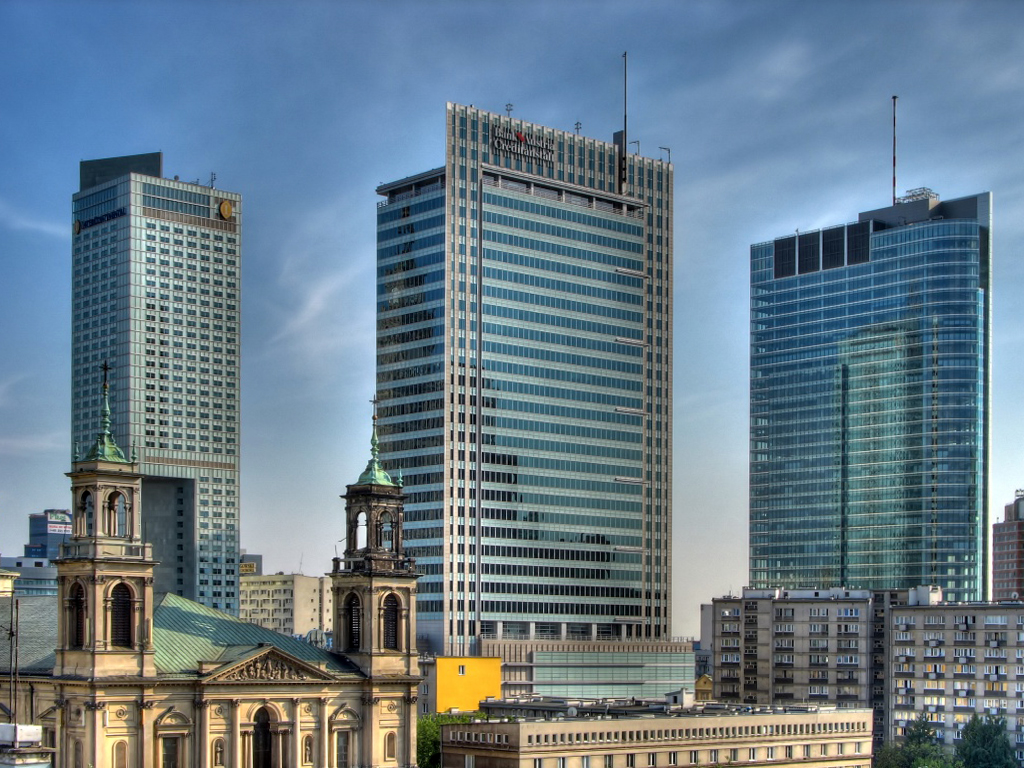
Hotel InterContinental, Warsaw Financial Center i Rondo 1

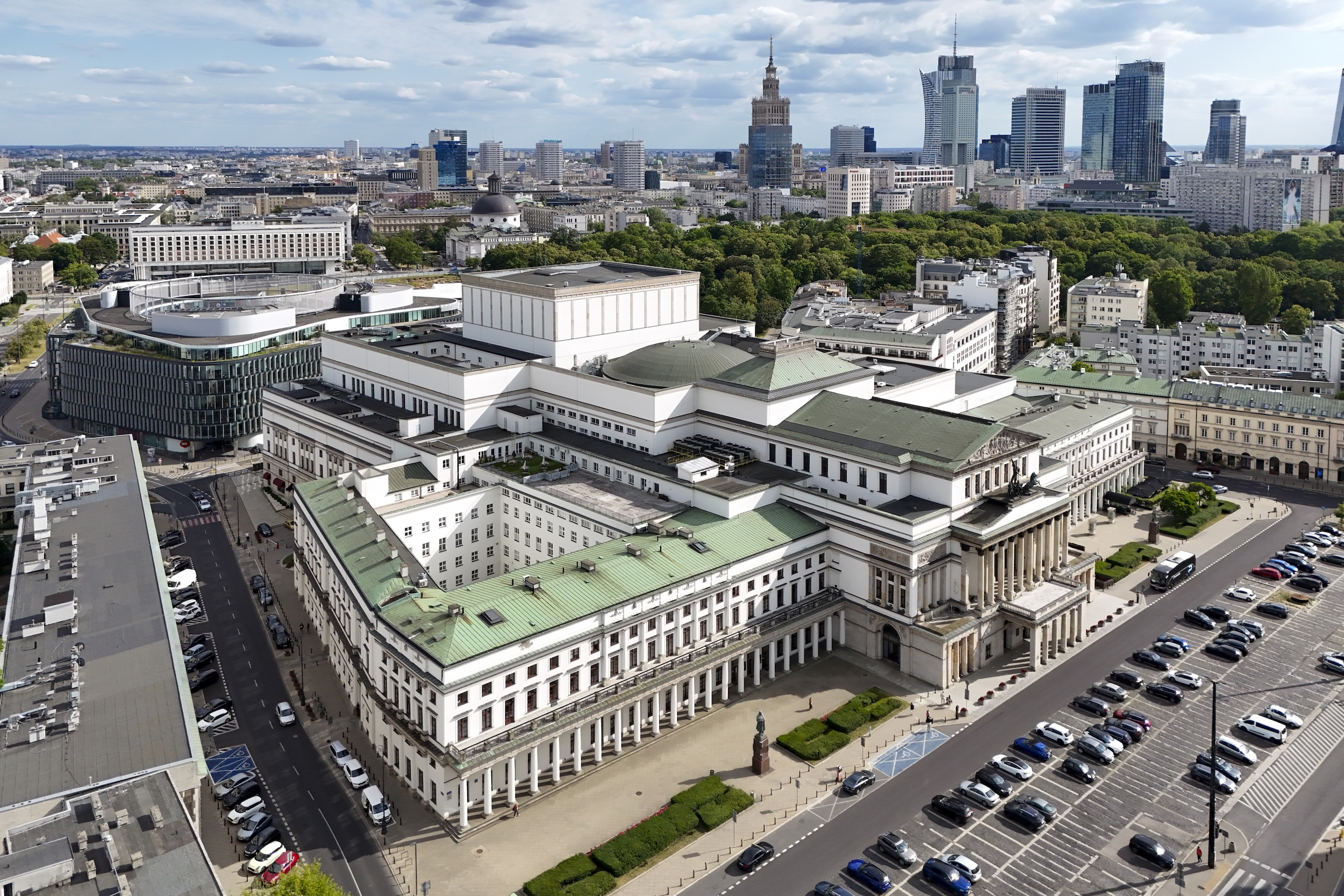
Gmach Teatru Wielkiego

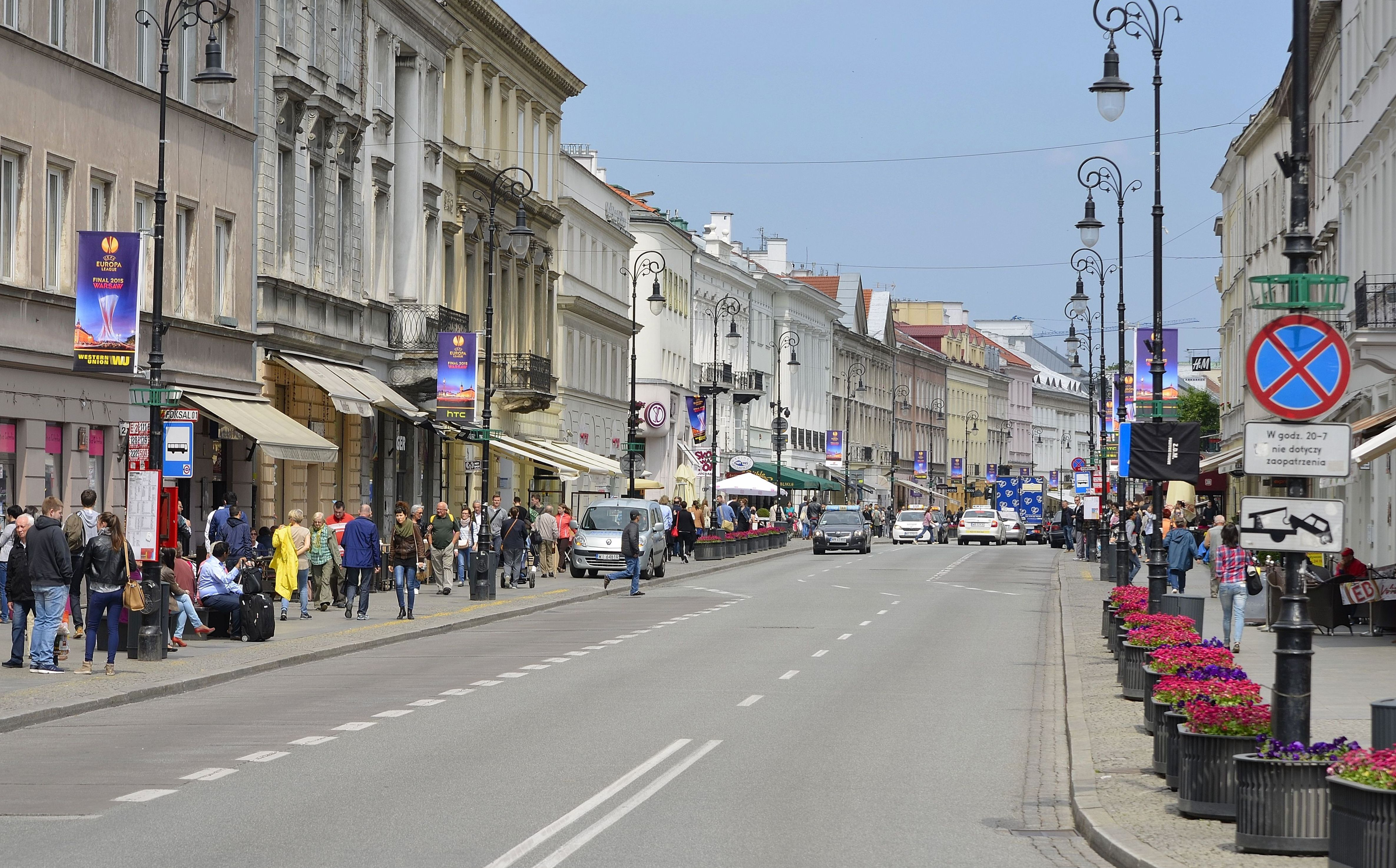
Ulica Nowy Świat

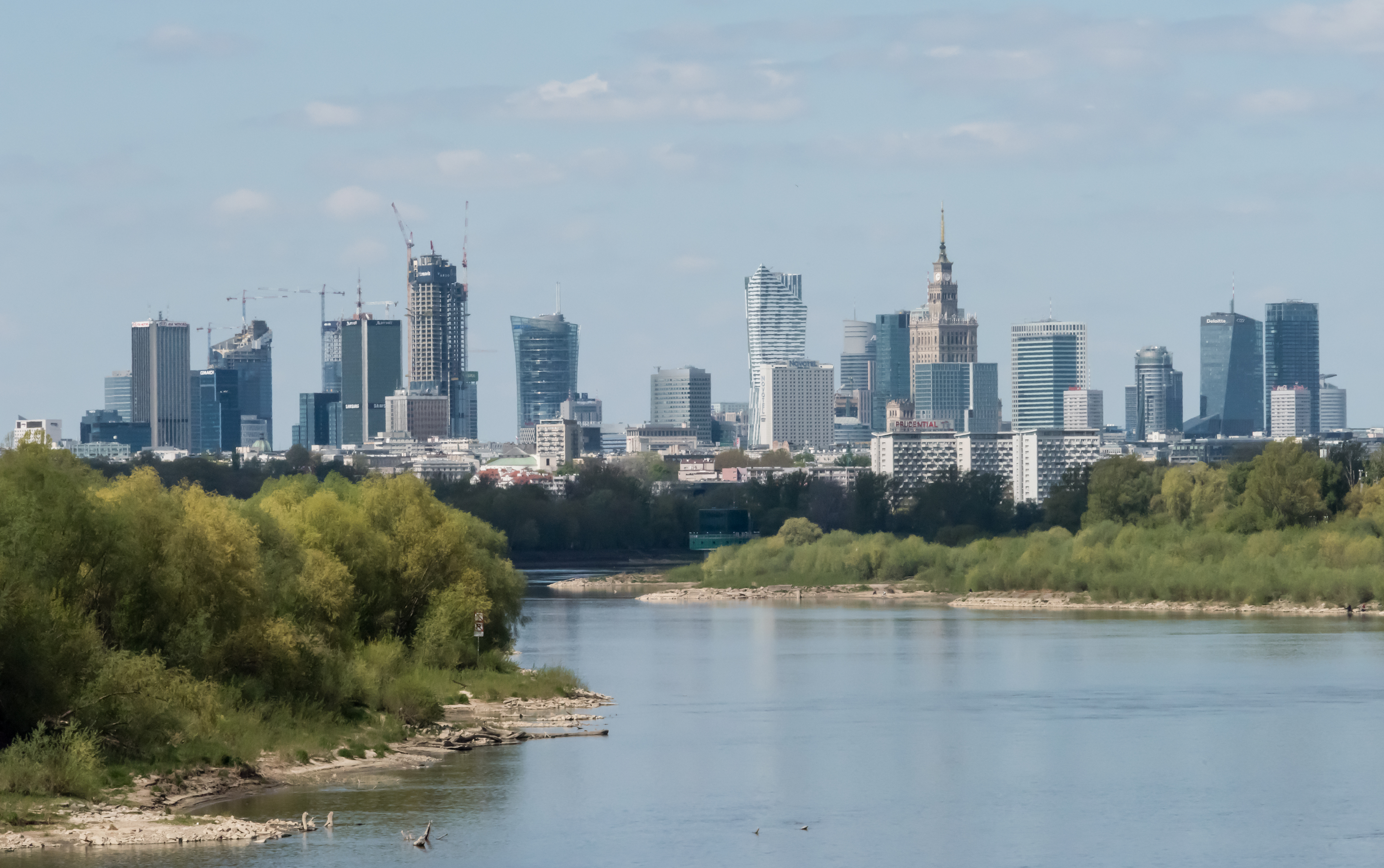
Dzielnica widziana z mostu Siekierkowskiego

Śródmieście – dzielnica Warszawy położona w lewobrzeżnej części miasta. Jest jedną z 18 jednostek pomocniczych m.st. Warszawy.

## Granice administracyjne
Granice Śródmieścia zostały ustalone w 1960 (przed II wojną światową obejmowało także wschodnie rejony dzisiejszej Woli i Ochoty). Obejmuje m.in. najstarszą część Warszawy (Stare Miasto i Nowe Miasto).
Granice dzielnicy wyznaczają: tory kolejowe przy ul. Słomińskiego, al. Jana Pawła II, al. Niepodległości, ul. Batorego, ul. Boya-Żeleńskiego, ul. Klonowa, ul. Spacerowa, ul. Gagarina, ul. Podchorążych, ul. Nowosielecka, ul. Czerniakowska, tereny MPWiK Czerniakowska i nurt Wisły.

## Osiedla
Obecnie Śródmieście podzielone jest na 9 jednostek pomocniczych niższego rzędu, nazwanych osiedlami:
| Nr | Nazwa          | Siedziba rady osiedla            | Obszary MSI                                                       |
| -- | -------------- | -------------------------------- | ----------------------------------------------------------------- |
| 1  | Muranów        | ulica Nowolipie 9/11             | Muranów                                                           |
| 2  | Staromiejskie  | ulica Świętojańska 17, lok. nr 9 | Nowe Miasto, Stare Miasto, Muranów, Powiśle, Śródmieście Północne |
| 3  | Żelazna Brama  |                                  | Śródmieście Północne                                              |
| 4  | Centrum        | ulica Widok 19, lok. nr 201      | Śródmieście Północne                                              |
| 5  | Powiśle-Skarpa | ulica Ordynacka 9, lok. nr 36    | Powiśle, Śródmieście Północne                                     |
| 6  | Koszyki        | Aleje Jerozolimskie 47           | Śródmieście Południowe                                            |
| 7  | Krucza         | Aleje Jerozolimskie 27           | Śródmieście Południowe                                            |
| 8  | Powiśle-Solec  | ulica Okrąg 12                   | Powiśle, Solec, Śródmieście Południowe, Ujazdów                   |
| 9  | Oleandrów      | ulica Marszałkowska 1, lok. nr 7 | Śródmieście Południowe, Ujazdów                                   |

Wcześniej dzielnica podzielona była na 7 jednostek – 6 osiedli i jedną kolonię:
- kolonia Mariensztat
- osiedle Koszyki
- osiedle Oleandrów
- osiedle Muranów
- osiedle Na Trakcie
- osiedle Śródmieście-Centrum
- osiedle Stare i Nowe Miasto

Według MSI Śródmieście podzielono na:
- Muranów;
- Nowe Miasto;
- Powiśle;
- Solec;
- Stare Miasto;
- Śródmieście Południowe;
- Śródmieście Północne;
- Ujazdów.

## Burmistrzowie
Na podstawie źródła:
- Jan Rutkiewicz (1990–1994)
- Jan Rasielski (1994–1998)
- Anna Wysocka (1998–2000)
- Piotr Fogler (2000–2002)
- Jarosław Zieliński (2002–2004)
- Mariusz Błaszczak (2004–2005)
- Artur Brodowski (2005–2006)
- Wojciech Bartelski (2006–2014)
- Wojciech Turkowski (2014–2015)
- Mateusz Mroz (2015–2015)
- Piotr Kazimierczak (2015–2017)
- Krzysztof Czubaszek (2017–2019)
- Aleksander Ferens (od kwietnia 2019)

## Rada Dzielnicy
| Ugrupowanie                                 | Kadencja 2002-2006 | Kadencja 2006-2010 | Kadencja 2010-2014 | Kadencja 2014-2018 | Kadencja 2018-2024 | Kadencja 2024-2029 |
| ------------------------------------------- | ------------------ | ------------------ | ------------------ | ------------------ | ------------------ | ------------------ |
| Sojusz Lewicy Demokratycznej                | 9 (SLD-UP)         | 5 (LiD)            | 5                  | –                  | –                  | –                  |
| Prawo i Sprawiedliwość                      | 11                 | 10                 | 7                  | 10                 | 10                 | 6                  |
| Platforma Obywatelska                       | 5                  | 10                 | 13                 | 11                 | 15 (KO)            | 12 (KO)            |
| Miasto Jest Nasze - Mieszkańców Śródmieścia | –                  | –                  | –                  | 4                  | –                  | –                  |
| Lewica                                      | –                  | –                  | –                  | –                  | –                  | 4                  |
| Stowarzyszenie Mieszkańcy Śródmieścia       | –                  | –                  | –                  | –                  | –                  | 1                  |

## Centrum
Oprócz nazwy Śródmieście często stosowanym określeniem jest różnie rozumiane Centrum, najczęściej mające jednak mniejszy zasięg niż Śródmieście.
- Nazwą Centrum określa się czasem skrzyżowanie ul. Marszałkowskiej z Alejami Jerozolimskimi (rondo Dmowskiego). Do tego miejsca kierują drogowskazy (tablice kierunkowe), stąd też liczone są wszystkie odległości drogowe z Warszawy. W zachodnim narożniku skrzyżowania (od strony Pałacu Kultury) znajduje się słup kilometrowy z wyszczególnionymi odległościami do najważniejszych miast w kraju i za granicą.
- Nazwę Centrum noszą także zespół przystanków autobusowych i tramwajowych przy tym skrzyżowaniu oraz pobliska stacja Centrum I linii warszawskiego metra.
- W odległości 500 m od ronda Dmowskiego znajduje się dworzec kolejowy Warszawa Centralna.
- Warszawscy urbaniści stosują określenie ścisłe centrum Warszawy[13], nazywając tak kwartał ulic wokół Pałacu Kultury i Nauki, ograniczony ulicami: Marszałkowską, Alejami Jerozolimskimi, Emilii Plater i Świętokrzyską.
- W okresie 1994–2002 istniała gmina Warszawa-Centrum, obejmująca Śródmieście oraz 6 innych dzielnic – granice tej gminy w przybliżeniu pokrywały się z przedwojennymi granicami Warszawy.